# ثعلبة ذكرية الشكل
الثعلبة ذكرية الشكل (بالإنجليزية: male pattern alopecia)‏ أو مرض الصلع الوراثي Androgenic alopecia (المعروف أيضا باسم androgenetic alopecia أو alopecia androgenetica) وهو مرض شائع لفقد الشعر في كلا من ذكور وإناث البشر والشمبانزى والقردة. في البشر وبخاصة الذكور، هذه الحالة تُعرف أيضا باسم male pattern baldness يتم فقدان الشعر في مناطق واضحة المعالم، بداية من مقدمة الشعر أعلى الصدغين. الشعر يخفف أيضا في وسط الرأس. غالبا يبقى الشعر حول الجانبين ومؤخرة الرأس، أو قد تتطور الحالة إلى الصلع الكلي.
فقدان الشعر في النساء يختلف عن صلع الرجال. ففي المرأة يصبح الشعر أرق في جميع أنحاء الرأس. ومرض الصلع الوراثي في النساء نادرا ما يؤدي إلى صلع كلي.
قد تشمل التدابير إما قبول الحالة أو العلاجات التي تشمل: المينوكسيديل أو فيناسترايد أو زرع الشعر. ولكن تأثير فيناسترايد ضعيف على النساء وقد يؤدي إلى إحداث عيوب خلقية إذا تم تناوله أثناء الحمل.
يؤثر تساقط الشعر في سن الخمسين على حوالي نصف الذكور وربع الإناث. وهو السبب الأكثر شيوعًا لفقدان الشعر.

## الأسباب
مجموعة متنوعة من العوامل الوراثية (وربما البيئية) تلعب دوراً في ظهور مرض الصلع الوراثي، على الرغم من أن الباحثين يدرسون العوامل التي يمكن أن تساهم في هذه الحالة، فإن معظم هذه العوامل لا تزال مجهولة. حدد الباحثون أن فقدان الشعر متعلق بمجموعة هرمونات تسمى هرمونات الاندروجين، وخاصة هرمون يسمى داي-هيدرو-تيستوستيرون (DHT). هرمونات الاندروجين مهمة في مجال التطور الطبيعي الجنسي للذكور قبل الولادة وخلال فترة البلوغ. لهرمونات الاندروجين أيضاً وظائف مهمة أخرى في كل من الذكور والإناث، مثل تنظيم نمو الشعر والرغبة الجنسية.
ويتسبب مرض الثعلبة الوراثي من حساسية من بصيلات الشعر لـ(DHT)، والذي يسبب تقلص بصيلات الشعر عند التعرض للهرمون. وهذا يؤدي إلى قصر حياة الشعرة ومنعها من إنتاج الشعر بشكل طبيعي.

## تساقط الشعر وعلم الوراثة
وقد ذهبت الكثير من الأبحاث إلى ان العنصر الوراثي هو سبب مرض الصلع الوراثي (AGA). تشير الأبحاث إلى أن التعرض لمرض الصلع الوراثى إلى حد كبير على صلة بالعامل الوراثي. وتشارك أيضا الجينات الأخرى التي ليست مرتبطة بالجنس.
دراسات واسعة في عامي 2005 و2007 تؤكد أهمية العامل الوراثي عند الأم في الإصابة بمرض الصلع الوراثي. الباحثون الألمانيون على أن مستقبلات جين الاندروجين كشرط مسبق أساسي للصلع. واستنتج الباحثون أن هناك مجموعة معينة من مستقبلات الاندروجين يحتاجها مرض الصلع الوراثي (AGA) لكي يتحسن. في العام نفسه لهذه الدراسة تم تأكيد النتائج من قبل باحثين آخرين. هذا الجين متنحي والمرأة تحتاج إلى اثنين من الكروموسومات من النوع (X) المصابة بالمرض لاظهار مرض الصلع الوراثي على الذكور. من الولضح أن الاندروجنيات وتفاعلها مع مستقبلات الاندروجين هي السبب في ظهور المرض (AGA) ويبدو من المنطقي أن جينات مستقبلات الاندروجين تلعب دورا مهما في زيادة حدوث المرض.
أبحاث أخرى في عام 2007 تشير إلى أن جين آخر على الكروموسوم (X)، الذي يقع بالقرب من جين مستقبلات الاندروجين يلعب دوراً مهما في حدوث المرض. ووجد الباحثون أن منطقة Xq11 - Q12 على كروموسوم (X) ترتبط بقوة مع المرض (AGA) في الذكور. ويشيرون أن هذا الجين EDA2R هو أكثر الجينات ارتباطا مع (AGA).
تم العثور على جينات أخرى متورطة في فقدان الشعر، واحد منهم وهو allele على الكروموسوم 3. ويقع في 3q26. وهذا الجين allele متنحي.
وهناك أيضا الجينات التي تشارك في فقدان الشعر، على الرغم من أنها لا تسبب مرض الصلع الوراثي. وعلى وجه الخصوص ثبت أن ثلاثة جينات تؤثر على كل من نسيج الشعر وتسبب أيضا الصلع في بعض الناس. واحد من هذه الجينات هو P2RY5. حدوث طفرات في هذا الجين تؤثر على بنية الشعر «شعر صوفي». ومتغيرات معينة يمكن أن تؤدي إلى حدوث الصلع.
في أيار / مايو 2009 الباحثين في اليابان تعرفوا على الجين Sox21 الذي يبدو أنه المسؤول عن تساقط الشعر لدى البشر.

## مستويات الهرمونات مرتبطة بمرض الصلع الوراثي
الرجال المصابين بمرض الصلع الوراثي عادة ما يكون 5-ألفا-ريداكتيز (5-alpha-reductase) أعلى من مستواه الطبيعي، وانخفاض مستوى التستوستيرون الإجمالي (total testosterone)، وارتفاع مستوى التستوستيرون غير مرتبط بالدم (unbound/free testosterone)، وارتفاع مستوى الأندروجين الحر (total free androgens) بما في ذلك (DHT).
5-ألفا-ريداكتيز (5-alpha-reductase), المسؤول عن تحويل التستوسترون الغير مرتبط بالدم إلى DHT. الجينات المسؤولة عن 5-ألفا-ريداكتيز (5-alpha-reductase) معروفة. الأنزيمات موجودة في الغالب في فروة الرأس والبروستاتا. مستويات 5-ألفا-ريداكتيز (5-alpha-reductase) هي أحد العوامل في تحديد مستويات DHT في فروة الرأس، والأدوية التي تتداخل مع 55-ألفا-ريداكتيز (5-alpha-reductase) (مثل فيناسترايد، مما يثبط isoform type 2) وافقت عليها إدارة الأغذية والأدوية والعلاجات (FDA) لعلاج تساقط الشعر.
هرمون الجنس المرتبط بالجلوبيولين (SHBG)، والمسؤولة عن ارتباط هرمون تستوستيرون ومنع تحويلها إلى DHT يكون عادة أقل في الأشخاص الذين يعانون زيادة DHT. هرمون الجنس المرتبط بالجلوبيولين (SHBG) يقل بزيادة نسبة الانسولين.
زيادة مستويات عامل النمو الانسولين 1 (IGF-1) تم ربطها بصلع الرأس.
يبدو أن ارتفاع مستويات الانسولين مرتبط بعملية التمثيل الغذائي والصلع. انخفاض مستوى SHBG في الرجال والنساء غير الحوامل مرتبط بالحساسية المفرطة تجاه الجلوكوز ومخاطر الإصابة بالسكري، على الرغم من هذا الارتباط يختفي خلال فترة الحمل.

## تساقط الشعر ونمط الحياة
في حين أن العوامل الوراثية تلعب دورا أساسيا في تطور وتقدم مرض الصلع الوراثي، فان نمط الحياة يلعب أيضا دورا ثانويا كما ظهر من خلال الزيادة الكبيرة في الإناث والذكور في اليابان بعد الحرب العالمية الثانية. مرض الصلع الوراثي (خاصة عند الذكور) غير موجود وإما نادر في مجتمعات الصيد وجمع الثمار.
دراسة واحدة اظهرت أن التستوستيرون الحر يقل بعد 24 ساعة من التمارين الرياضية المكثفة في الرجال الذين يعانون أصلا من احتمال زيادة نسبة التستوستيرون ولكن هذا لم يتحقق لان مستوى التستوستيرون ما زال منخفضا بعد تلك النقطة، أو ان ذلك الانخفاض يؤثر على المرض بأي شكل من الأشكال. كان قد اقترح أن رياضة رفع الثقال لها أثر ضار على الشعر عن طريق زيادة نسبة هرمون التستوستيرون، ولكن هناك دراسة واحدة على الأقل تشير إلى انخفاض نسبة هرمون التستوستيرون نتيجة لرياضة رفع الاثقال.

## النظريات التطورية لمرض الصلع الوراثي
نظرية واحدة، والتي قدمها موسكاريلا وكننجهام، والتي تقترح تطور الصلع في الذكور من خلال اختيار الجنسية كإشارة للنضج الاجتماعي والشيخوخة، حيث انخفاض العدوان والمخاطرة وزيادة التغذية السلوكية. وهذا قد يكون نقل الرجل ذو الوضع الاجتماعي ولكن تقليل التهديد البدني، التي يمكن أن تعزز قدرتها على الإنجاب وتأمين تربية الأولاد إلى سن البلوغ.
في دراسة قامت بها موسكاريلا وكننجهام اثبتت ان الذكور والإناث اظهروا 6 نماذج رجال من مستويات مختلفة في شعر الوجه (لحية وشارب أو لا شيء) وفي شعر الجمجمة (شعر الرأس كامل أو قليل أو أصلع). تصنيف المشاركين كل مجموعة من بين 32 صفة متعلقة بالتصورات الاجتماعية. تم تصنيف الذكور الذين يمتلكون شعر الوجه أو الصلع أو الذين عندهم قليل من الشعر على أنهم أقدم من المحليقين أو شعر رأسهم كامل. وقدمت استعراض التصورات الاجتماعية لهذا المرض من Henss عام 2001.
ويدعم هذا التأكيد على أن المقصود من مرض الصلع الوراثي أن أنقل رسالة اجتماعية من خلال حقيقة أن هذا المرض شائع في الثدييات الأخرى، وغالبا ما يستخدم لينقل حالة ازدياد والنضج. تطورت الغوريلا تشريحيا حيث أصبحت جباهها أوسع لهذا السبب. وهذا يشير إلى أنها تطورت إلى أن الصلع أدى إلى زيادة حجم ما يبدو من الجبهة وزيادة مساحة وجهه المعرضة. وينبغي أن يلاحظ أيضاً أن معظم أصول القرود كان أقصر في دورة الحياة. كما أن الصلع عادة ما يحدث في مرحلة متأخرة من الحياة، وكان يمكن أن يكون الصلع علامة على البقاء وطول العمر، ويمكن أيضا أن يكون الصلع المبكر تطور في الذكور الشباب لنقل هذه الرسالة، التي ترتبط مع الدراسات التي تشير إلى أن الرجال الصلع أو اصحاب الشعر الخفيف أكبر من الذكور الذين شعر رأسهم كامل.
نظريات تطورية أخرى اشتملت على أن الارتباط الجيني بالصفات المفيدة لا علاقة له بسقوط الشعر والانحراف الجيني.

## التشخيص
عادة ما يمكن تشخيص مرض الصلع الوراثي عند الرجال من خلال الكشف السريري، أما في النساء فعادة ما يتطلب التشخيص تقييمًا أكثر تعقيداً. التشخيص التفريقي يشمل القضاء على الأسباب الأخرى لفقدان الشعر (مثل التسمم)، والمقارنة بين فقدان الشعر وتطور الصلع الوراثي.
ويمكن أن يكون من الصعب تشخيص المرض دون فحص العينات.

## العلاج
في حين أن العديد من الناس المصابين بالمرض يختارون قبول ما هم عليه لأنهم اعتادوا لون الشعر، أو الشكل الذي هم عليه، مع ذلك هناك علاجات للصلع ويمكن أن تحد أو تمنع من تساقط الشعر، في المراحل الأولى أو في كثير من الحالات المتأخرة..

### العلاج ما يلي
- فيناستيرايد.
- دوتاستيريدي والكيتوكونازول وهنا أيضا 5-ألفا-ريداكتيز، ولكن اعتبارا من عام 2010 لم توافق إدارة الاغذية والعقاقير (FDA)، استخدامها كعلاج لتساقط الشعر
- المينوكسيديل وهو الخط الثاني في العلاج [16]
- LLLT، أو العلاج بالليزر ذو المستوى المنخفض
- دهان الرأس بمادة الكفايين [17]

وفي دراسة أجراها علماء ألمان مركب L-Carntine-tartrate يزيد من نمو الشعر ويستخدم هذا المركب المكمل الغذائي تي آر أكس 2 
،واستعرضت العديد من المؤلفات الطبية الطرق غير الموصفة طبيا للعلاج.
العلاج الجراحى
قد تكون الحالات الأكثر تقدمًا غير مستجيبة للعلاج الطبي وتتطلب زراعة الشعر.حيث يتم استئصال الوحدات التي تنشأ بشكل طبيعي من شعرة واحد إلى أربعة، وتسمى الوحدات المسامية ، ويتم نقلها إلى مناطق تجديد الشعر. تزرع هذه الوحدات المسامية جراحياً في فروة الرأس على قرب وبأعداد كبيرة. و يتم الحصول على الطعوم إما عن طريق زرع وحدة مسامية أو استخلاص وحدة مسامية. في السابق، كان يتم استخراج شريط من الجلد به وحدات مسامية ويتم تحليله إلى طعوم من وحدات مسامية فردية، ثم يتم استخراج الشعر الفردي يدويًا أو آلياً. يقوم الجراح بعد ذلك بزراعة الطعوم في شقوق صغيرة تسمى مواقع التلقى.

#### العلاجات البديلة
كثير من الناس يستخدمون علاجات غير مثبت كفاءتها؛ ففيما يتعلق بالثعلبة عند النساء، لا يوجد دليل على الاستجابة  للفيتامينات أو المعادن أو المكملات الغذائية الأخرى. واعتباراً من عام 2008 ، هناك القليل من الأدلة التي تدعم استخدام الليزر لعلاج تساقط الشعر عند الذكور والأمر نفسه ينطبق على الأضواء الخاصة.

## مآل

### نفسي
عادة ما يعتبر الصلع الوراثى حالة موترة تقلل من رضا أشخاص عن صورة الجسم. وعلى الرغم من أن معظم الرجال يعتبرون الصلع تجربة غير مرغوب فيها ومثيرة للقلق، إلا أنهم عادة ما يكونون قادرين على التكيف معها والحفاظ علي تكامل شخصيتهم.
وعلى الرغم من أن الصلع ليس شائعًا لدى النساء كما هو الحال عند الرجال، إلا أن التأثيرات النفسية لفقدان الشعر عند النساء تكون أكبر بكثير. فعادة، يحافظ الشعر الأمامى على شكله، ولكن تقل كثافة الشعر في جميع مناطق فروة الرأس. في السابق، كان يُعتقد أن ذلك ناجم عن هرمون التستوستيرون كما يحدث في الصلع الذكري، ولكن معظم النساء اللائي يفقدن الشعر لديهم مستويات هرمون تستوستيرون طبيعية.

## علم الأوبئة
أصبح الصلع الوراثى عند النساء مشكلة متنامية، وفقًا للأكاديمية الأمريكية للأمراض الجلدية ، فهو يصيب حوالي 30 مليون امرأة في الولايات المتحدة. على الرغم من أن تساقط الشعر عند الإناث يحدث عادة بعد سن 50 عامًا أو حتى في وقت لاحق عندما لا يتبع أحداثًا مثل الحمل، والمرض المزمن ، ووجبات التغذية المرهقة، والضغط النفسي من بين أمور أخرى، فإنه يحدث الآن في سن مبكرة مع حالات مبلَّغ عنها عند نساء لا تتجاوز أعمارهن 15 أو 16. 
المجتمع والثقافة
لطالما كانت الدراسات غير متسقة عبر الثقافات عن تصنيف الرجال الصلع على مقياس الجاذبية. وبينما أظهرت دراسة من كوريا الجنوبية أن معظم الناس قد صنفوا الرجال الصلع على أنهم أقل جاذبية ، إلا أن استطلاعًا أجري حديثًا شمل 1000 امرأة مصنف الرجال الصلع وذوى الشعر الرمادي بأنهم ذو جاذبية.
وتشمل النظريات الاجتماعية المقترحة لفقدان عن الصلع الوراثى؛ أن الصلع يشير إلى الهيمنة أو الحالة الاجتماعية أو طول العمر. وافترض علماء الأحياء أن المنطقة المكشوفة لأشعة الشمس ستسمح بتوليف المزيد من فيتامين (د) ، والتي ربما تعتبر «آلية مضبوطة بدقة لمنع الإصابة بسرطان البروستاتا» ، فالورم الخبيث نفسه يرتبط مع ارتفاع مستويات ديهدروتستوستيرون. ومع ذلك، فإن هذه الحجة ضعيفة بالنظر إلى حقيقة أن الصلع نادر للغاية في شرق آسيا.كذلك، فإن الهومينات المبكرة مثل البشر البدائيون لا يملكون أيًا من متغيرات الصلع في المواقع المختلفة، والتي من المفترض أن تكون تحت الانتقاء الإيجابي لزيادة تخليق فيتامين (د).

## الأساطير
تعددت الأساطير فيما يتعلق بالأسباب المحتملة للصلع وعلاقته بضعف المرء والذكاء والعرق والوظيفة والطبقة الاجتماعية والثروة والعديد من العوامل الأخرى.

### الصلع مُورث من والد الأم
توجد فرصة بنسبة 50٪ للشخص لمشاركة نفس كروموسوم إكس مثل جد الأم. وهذا نظرًا لأن النساء لديهن كروموسومات X لذلك لديهم نسختين من جين مستقبلات الصلع، بينما لدى الرجال نسخة واحدة فقط.

#### تمارين الأثقال أشكال أخرى من النشاط البدني تسبب الصلع
نظرًا لأنها تزيد من مستويات هرمون التستوستيرون، فقد طرحت العديد من منتديات الإنترنت فكرة أن تمارين الأثقال وغيرها من أشكال التمرينات تزيد من تساقط الشعر لدى الأفراد. على الرغم من أن الدراسات العلمية تدعم وجود علاقة بين التمارين الرياضية والتستوستيرون، إلا أنه لا يوجد دراسة مباشرة تثبت وجود صلة بين التمارين الرياضية والصلع. ومع ذلك، لم يجد إلا عدد قليل علاقة بين الحياة المستقرة والصلع، مما يشير إلى أن بعض التمارين الرياضية مفيدة. قد يؤثر نوع أو كمية التمارين على تساقط الشعر. مستويات التستوستيرون ليست علامة جيدة، وكثير من الدراسات تُظهر فعلاً تستوستيرون منخفض متناقض لدى الأشخاص الذين يعانون من الصلع ؛ على الرغم من محدودية الأبحاث حول الآثار المترتبة على ذلك.

##### يمكن أن يكون الصلع ناتج عن التوتر العاطفي، قلة النوم، إلخ.
وقد ثبت أن التوتر العاطفي يسرع الصلع عند الأفراد المعرضين وراثيا. وأدى الإجهاد الناتج عن الحرمان من النوم لدى المجندين العسكريين إلى خفض مستويات هرمون تستوستيرون ، ولكن لم يُلاحظ أنه أثر على الهرمونات الجنسية الذكورية. وبالتالي، من غير المحتمل أن يؤدي التوتر الناجم عن الحرمان من النوم عند الذكور الملائمة إلى زيادة الديهدروتستوستيرون، وهو أحد أسباب الصلع عند الذكور.وإمكانية أن يسبب الحرمان من النوم تساقط الشعر بواسطة آلية أخرى غير واضح.

###### الرجال الصلع أكثر نشاطًا جنسيًا من غيرهم
ترتبط مستويات هرمون التستوستيرون ارتباطًا شديداً بمستويات الغريزة الجنسية والدهنية، ولكن إذا لم يكن التستوستيرون غير موجود فعليًا، فلن يظهر تأثيرعلى القوة الجنسية. الرجال الذين يعانون من الصلع المبكر هم أكثر عرضة لأن يكون الرجال لديهم قاعدة أعلى من هرمونات الأندروجين الحرة. ومع ذلك، فإن النشاط الجنسي متعدد العوامل، وهرمون الأندروجين ليس العامل الحاسم الوحيد في حالات الصلع. بالإضافة إلى ذلك، نظرًا لأن تساقط الشعر مترقى ؛وهرمون التستوستيرون الحر يتدهور مع تقدم العمر، فقد يكون خط الشعر للذكور مؤشراً على ماضيه أكثر من وضعه الحالي.

###### القذف المتكرر يسبب الصلع
توجد العديد من المفاهيم الخاطئة حول ما يمكن أن يساهم في الحد من تساقط الشعر، أحدها هو أن قلة النشاط الجنسي ستمنع تساقط الشعر تلقائيًا. ولكن توجد علاقة مباشرة مثبتة بين زيادة وتيرة القذف ومستويات الديهدروتستوستيرون المتزايدة ، كما هو موضح في دراسة حديثة أجرتها كلية الطب بجامعة هارفارد ، تشير الدراسة إلى أن تكرار القذف قد يكون علامة، وليس سبباً، لمستويات ديهدروتستوستيرون أعلى. أظهرت دراسة أخرى أنه على الرغم من أن الإثارة الجنسية والنشوة الجنسية التي تسببها العادة السرية تزيد من تركيز هرمون التستوستيرون، فإنها تقلل من تركيز هرمون التستوستيرون في المتوسط (خاصة قبل الامتناع عن ممارسة الجنس) ولأن حوالي 5 ٪ من هرمون تستوستيرون يتم تحويله إلى ديهدروتستوستيرون.

## أسماء
والصلع الوراثى معروف أيضاً بالثعلبة ذكرية الشكل.

## حيوانات أخرى
ومن النماذج الحيوانية التي تتمثل فيها الثعلبة ذكرية الشكل نتيجةً لأسباب طبيعية: الفئران المعدلة وراثيا و الشمبانزي. والواكاري الأصلع والقرود مكاكية الذيل. ومن بين هؤلاء، أظهرت قرود المكاك أكبر حالات الإصابة وأبرز درجات الصلع.
الصلع ليس سمة تقتصر على للبشر، فإحدى دراسات الحالة المحتملة تدور حول أسد ذكر في منطقة تسافو؛ إن قطائع أسود تسافو فريدة من نوعها حيث أنه غالباً ما تكون مكونة من أسد ذكر واحد فقط وسبعة أو ثمانية إناث بالغين، على عكس القطائع الأخرى التي تتكون من أربع إناث وأسد واحد. قد يكون لدى الأسود الذكور مستويات مرتفعة من هرمون التستوستيرون، وهو ما قد يفسر سمعتها بالعدوان والهيمنة، مما يشير إلى أن قلة شعر العنق قد يكون ذو علاقة بتحديد القائد.
وعلى الرغم من أن الحيوانات لا تصاب الصلع الكلى، إلا أن شعيراتها تمر بحالة ركود. في مرحلة الطفولة، يبدأ الشعر في الجزء العلوي من الحافة، ولكن ينحسر ببطء بعد البلوغ لإظهار جبين صغير.

## وصلات خارجية
- NLM- Genetics Home Reference
- International Society of Hair Restoration Surgery لإيجاد الموارد والأطباء، ومزيد من المعلومات حول فقدان الشعر. هذه هي منظمة التجارة الرامية إلى تعزيز الحلول الجراحية إلى فقدان الشعر.
- Scow DT, Nolte RS, Shaughnessy AF (أبريل 1999). "Medical treatments for balding in men". Am Fam Physician. ج. 59 ع. 8: 2189–94, 2196. PMID:10221304. مؤرشف من الأصل في 2011-06-06.{{استشهاد بدورية محكمة}}:  صيانة الاستشهاد: أسماء متعددة: قائمة المؤلفين (link)
- Kabai P (أكتوبر 2008). "Androgenic alopecia may have evolved to protect men from prostate cancer by increasing skin exposure to ultraviolet radiation". Medical Hypothesis. ج. 70 ع. 5: 1038–40, . DOI:10.1016/j.mehy.2007.07.044. PMID:17910907. مؤرشف من الأصل في 2019-05-22.{{استشهاد بدورية محكمة}}:  صيانة الاستشهاد: علامات ترقيم زائدة (link)
- مراكز زراعة الشعر وعلاج الصلع الوراثي لايجاد الأطباء والمعلومات الطبية حول زرع الشعر
- Commercial treatment reviews المنتجات الشعر خسارة يفحص، وادعاءات من قبل الشركات المصنعة لها.
- How Hair Replacement Works الشفوي الأدوية الأغطية، جراحة زرع الشعر، والعلاجات الموضعية.
- Alopecia UK مرض الصلع الوراثى في بريطانيا
- Help 4 Alopecia مساعدة لمرضى الصلع الوراثى
- مقال USA today لدراسة تأثير الصلع على النجاح الوظيفي.